# 스티븐 콘

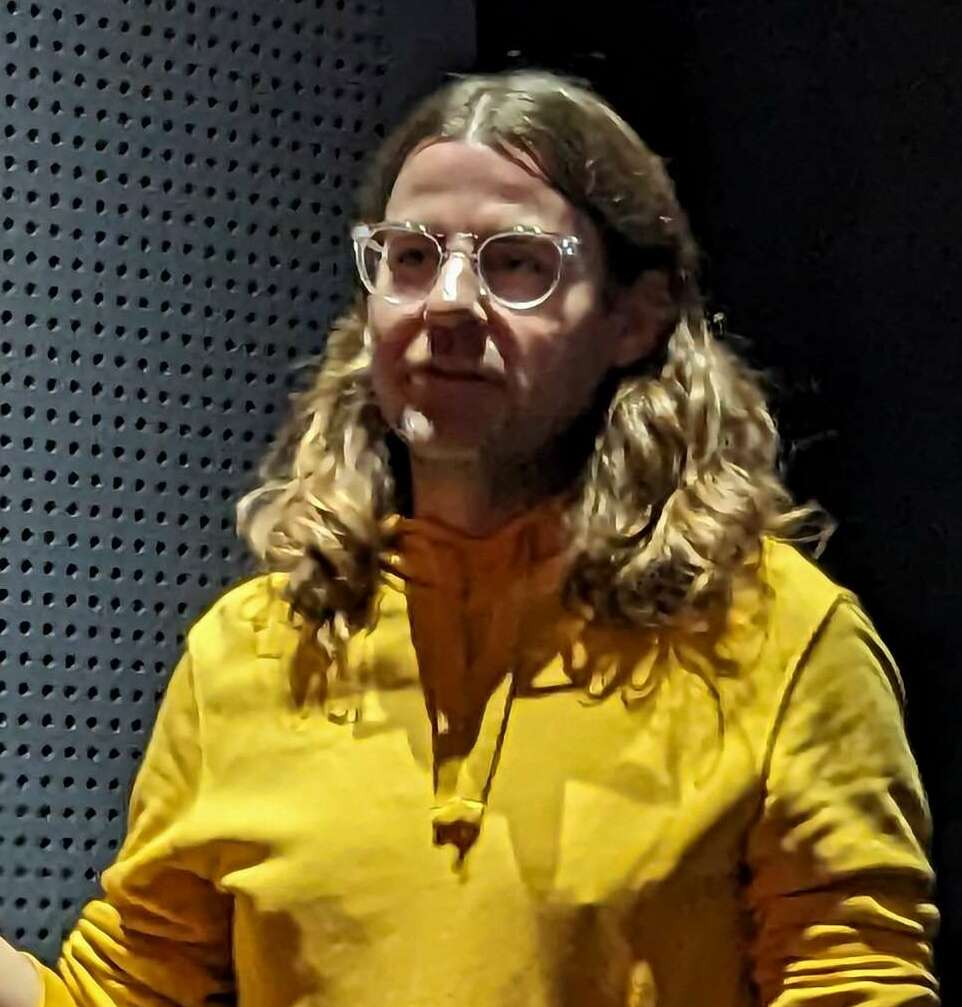

스티븐 콘(Stephen Cone, 1980년 8월 10일 ~ )은 미국의 영화 감독, 배우이다.
루이빌에서 태어났다.

## 영화
- 프린세스 시드 (2017년)
- 쇼 유어셀프 (2016년)
- 헨리 겜블스 벌스데이 파티 (2015년)
- 디스 애프터눈 (2014년)